# Podargoni
Podargoni (Podàrghoni in greco-calabro), insieme ad Ortì e Terreti, forma la XI circoscrizione del comune di Reggio Calabria.
Piccolo centro pre-aspromontano, sorge a 500 metri s.l.m., ai piedi dei monti Marrappà e Basilicò, e sulla sponda sinistra del torrente Gallico. Dalla sua posizione geografica deriva anche il nome del paese, che ha origine dall'espressione greca podos ergon che significa ai piedi del monte.

## Storia
Le prime testimonianze dell'esistenza del paese si hanno da documenti contabili vaticani del XIV secolo, ma non è escluso che il paese fosse precedentemente abitato.
Nel XVII secolo Podargoni, come le altre zone limitrofe, ebbe una notevole espansione demografica dovuta allo spostamento verso le montagne degli abitanti delle zone costiere, ripetutamente sottoposte alle incursioni turche. Il Borgo fu danneggiato dal terremoto del 1783." Nella seconda classe de' luoghi,ne' quali i casamenti sono o rovinevoli, o lesi, si annoverano Cannavò, Ceraso (sic), PODARGONE(sic), Terreti..." .
Nel 1811, in seguito alla ristrutturazione amministrativa del Regno di Napoli voluta da Gioacchino Murat, Podargoni divenne comune autonomo, status che mantenne fino al 1927 quando fu inglobato nella Grande Reggio.
Nell'ultimo secolo il paese ha subito un forte spopolamento in seguito all'emigrazione verso gli Stati Uniti d'America e, nel secondo dopoguerra, verso il Canada e vari paesi europei (Francia, Belgio). Una parte degli abitanti si è invece spostata nelle aree urbane verso lo stretto di Messina.
Da pochi anni Podargoni è stato dichiarato Borgo Medievale di particolare rilevanza storico-ambientale, ma il relativo programma di recupero architettonico, avviato negli anni Novanta, è in fase stagnante.
Determinante incentivo alla rinascita di Podargoni, e di tutta la Vallata, si prospetta nella nuova strada a scorrimento veloce Gallico-Gambarie, in fase di costruzione, e già agibile tra lo svincolo autostradale di Gallico e Mulini di Calanna (Ponte di Calanna). Il progetto del prossimo tratto, elaborato dalla Provincia e approvato definitivamente dalla Commissione Europea nei primi giorni di dicembre 2012, prevede l'arrivo nella zona di Podargoni.

## Luoghi di culto
- Chiesa di Santa Maria del Bosco

## Curiosità
- Tony Bennett (New York, 03/08/1926- 21/07/2023) al secolo Anthony Dominick Benedetto, cantante statunitense considerato l'ultimo grande crooner americano, insieme a  Frank Sinatra, Dean Martin e Perry Como, era originario di Podargoni. Suo padre infatti era un emigrante calabrese che decise di andare a vivere negli Stati Uniti. Radici quelle calabresi che il cantante statunitense non ha mai rinnegato. Lo stesso Bennett in un'intervista espresse il suo orgoglio per le sue origini italiane e calabresi : "Mi piace dichiararmi apertamente italiano e calabrese. Mi disturba l'immagine stereotipa dell'Italia e di Regioni come Calabria e Sicilia."